# Zhangjiaji (köpinghuvudort i Kina, Hubei Sheng, lat 32,10, long 112,44)
Zhangjiaji (kinesiska: 张家集, 张家集镇) är en köpinghuvudort i Kina. Den ligger i provinsen Hubei, i den centrala delen av landet, omkring 240 kilometer nordväst om provinshuvudstaden Wuhan. Antalet invånare är 50 366. Befolkningen består av 24 696 kvinnor och 25 670 män. Barn under 15 år utgör 17,0 %, vuxna 15-64 år 75 %, och äldre över 65 år 7,0 %.
Runt Zhangjiaji är det tätbefolkat, med 383 invånare per kvadratkilometer. Närmaste större samhälle är Qifang, 16,2 km nordost om Zhangjiaji. Trakten runt Zhangjiaji består till största delen av jordbruksmark.
Genomsnittlig årsnederbörd är 862 millimeter. Den regnigaste månaden är augusti, med i genomsnitt 146 mm nederbörd, och den torraste är januari, med 8 mm nederbörd.